# Irene Azuela
Pour les articles homonymes, voir Azuela.
Irene Azuela, née à Londres (Royaume-Uni) le 27 octobre 1979, est une actrice mexicaine.

## Biographie
Elle étudie le métier d'actrice au Centre de formation de TV Azteca. Elle apparaît dans des séries de cette chaîne, ainsi que dans la série HBO Capadocia (2010), dans la série Netflix Sense8 (2015) ou encore La querida del Centauro (2016) sur Telemundo. Au cinéma, elle joue dans Quemar las naves avec Diana Bracho (2007). En 2018, elle joue dans la série Un extraño enemigo avec Ruth Ramos.

## Filmographie partielle

### Au cinéma
- 2007 : El búfalo de la noche : Margarita
- 2007 : Quemar las naves : Helena Díaz
- 2008 : Arráncame la vida : Bárbara
- 2008 : Bajo la sal : Isabel Montaño
- 2010 : El atentado de Jorge Fons : Cordelia Godoy
- 2011 : Miss Bala de Gerardo Naranjo : Jessica Verduzo
- 2013 : Tercera llamada : Julia
- 2013 : Metegol : Laura (voix)
- 2014 : Las oscuras primaveras : Pina

### À la télévision
- 2000 : Todo por amor : Marisol
- 2010 : Gritos de muerte y libertad : Ana María de Huarte y Muñiz
- 2010 : Capadocia : Azucena Montiel
- 2015 : Sense8 : Cristina
- 2016 : El hotel de los secretos : Isabel Alarcón
- 2016 : La querida del Centauro : Tania Muñoz
- 2018 : Un extraño enemigo : Elena
- 2019 : Monarca : Ana María Carranza Dávila
- 2022 : Belascoarán, détective privé : Elisa

## Récompenses et distinctions
- Ariel de la meilleure actrice 2008 : pour son rôle dans Quemar las naves[1]
- Ariel de la meilleure actrice 2009: pour son rôle dans Bajo la sal
- Festival international du film de Miami 2015 : grand prix du jury pour l'ensemble des acteurs du film Las oscuras primaveras[2]